# Leandro Grech
Leandro Grech (Rosario, Provincia de Santa Fe, Argentina, 24 de octubre de 1980) es un futbolista argentino, que también posee la nacionalidad italiana, juega como mediocampista y que actualmente está retirado.

## Trayectoria
Grech ha jugado en 4 distintos países, como en su país natal Argentina, Chile, Bolivia y Alemania.

## Clubes
| Club                      | País      | Año       |
| ------------------------- | --------- | --------- |
| Argentino de Rosario      | Argentina | 1998-1999 |
| Newell's Old Boys         | Argentina | 1999-2003 |
| Aurora                    | Bolivia   | 2004-2005 |
| Aldosivi de Mar del Plata | Argentina | 2005      |
| San Martín de Mendoza     | Argentina | 2005-2006 |
| SC Pfullendorf            | Alemania  | 2006-2007 |
| FC Erzgebirge Aue         | Alemania  | 2007-2008 |
| SV Sandhausen             | Alemania  | 2008-2009 |
| SpVgg Unterhaching        | Alemania  | 2009-2011 |
| VfR Aalen                 | Alemania  | 2011-2015 |
| SV Elversberg             | Alemania  | 2015-2019 |